# ناحية بلبل
ناحية بلبل إحدى نواحي سوريا تتبع إداريّاً لمحافظة حلب منطقة عفرين ومركزها بلدة بلبل، بلغ تعداد سكان الناحية 12,573 نسمة حسب التعداد السكاني لعام 2004.

## بلدات وقرى ناحية بلبل
أبل، علي الأطرش، العالية، عشاني، بالي، بلبل، دير حسن، الديك، الحاجب، هوزان، خضر، الخليل، المروية، المدللة، أوبة، عبودان، عوكان، قسطل مقداد، قورنة، قوطان، الرأس الأحمر، صاغر، السعيدة، السمحة، السعرة، شرقان، شيخ خورز، الطفلة، اليابسة، زعرة، النور، بقجة، بيلان.